# Athens (Ohio)
Athens ist eine City im südöstlichen Teil des US-amerikanischen Bundesstaates Ohio. Das U.S. Census Bureau ermittelte bei der Volkszählung 2020 eine Einwohnerzahl von 23.849.
Die historische Universitätsstadt ist Verwaltungssitz von Athens County.

## Lage
Athens liegt auf dem Allegheny-Plateau, das den Appalachen-Höhenzügen der Ostküste vorgelagert ist. Das Athens County erstreckt sich westlich des Ohio River entlang der Wasserscheide des unteren Hocking River.
Die Kleinstadt Athens liegt 100 km südöstlich der Hauptstadt Columbus und 250 km südlich des Eriesee auf 39° 20′ N, 82° 6′ W. An Athens vorbei läuft der U.S. Highway 50, die letzte noch existierende Transkontinentalstrecke, die nicht zum Interstate Highway umgewandelt wurde und die über fast 5000 km von Ocean City, Maryland an der atlantischen Ostküste quer durch den Kontinent bis nach San Francisco an der pazifischen Westküste führt.

## Geschichte
Die ersten europäischen Siedler ließen sich 1797 auf dem Gebiet der heutigen Stadt Athens nieder. Das heutige Staatsgebiet von Ohio war zu jener Zeit Teil des Northwest Territory, wurde im Jahr 1803 jedoch ein eigenständiger Staat, und bereits im folgenden Jahr wurde in Athens die Ohio University gegründet, als erste Hochschule im ehemaligen Northwest Territory.
Im Jahr 1843 wurde der Hocking Kanal eröffnet, der den Ohio River mit Nelsonville verbindet und südlich an Athens vorbeiführt. 1857 wurde Athens an das nationale Eisenbahnnetz angeschlossen.
Der industrielle Werdegang der Stadt begann mit der Salzgewinnung und führte über die Eisenproduktion hin zum Kohleabbau. Heute ist die Ohio Universität der größte Arbeitgeber der Stadt.
Der Status einer Stadt wurde Athens erst im Jahr 1912 verliehen, als die Bevölkerungszahl die Grenze von 5000 Einwohnern überschritt. Heute wohnen viele der Berufstätigen aus Athens im Athens County, das eine Bevölkerungszahl von etwa 72.000 hat.

## Bevölkerung
Die Einwohnerzahlen von Athens haben sich in den vergangenen beiden Jahrzehnten nur unwesentlich verändert:
- 21.265 Einwohner (Volkszählung 1990)
- 21.342 Einwohner (Volkszählung 2000)
- 21.909 Einwohner (Fortschreibung 2007)[2]

Nach der Volkszählung im Jahr 2000 lebten in Athens 21.342 Menschen, davon 14.094 Personen in 6271 Haushalten (darunter waren 1906 Familien) und 7248 in Sammelunterkünften. Die Bevölkerungsdichte betrug 988 pro km². Es wurden 6.715 Wohneinheiten erfasst. Ethnisch betrachtet setzte sich die Bevölkerung zusammen aus 89,2 Prozent Weißen, 4,5 Prozent Asiaten, 3,8 Prozent Afroamerikanern und 0,8 Prozent aus anderen ethnischen Gruppen; 1,7 Prozent gaben die Abstammung von mehreren Ethnien an. 1,4 Prozent der Einwohner waren Latinos, also spanischer oder lateinamerikanischer Abstammung.
Von den 6271 Haushalten hatten 12,9 Prozent Kinder oder Jugendliche, die mit ihnen zusammen lebten. 22,9 Prozent waren verheiratete, zusammenlebende Paare, 5,6 Prozent waren allein erziehende Mütter und 69,6 Prozent waren keine Familien. 34,5 Prozent bestanden aus Singlehaushalten und in 12,5 Prozent lebten Menschen im Alter von 65 Jahren oder darüber. Die durchschnittliche Haushaltsgröße betrug 2,25, die durchschnittliche Familiengröße 2,72 Personen.
Aufgrund des hohen Anteils an Studenten liegt das Durchschnittsalter (Median) der Bevölkerung bei nur 21,5 Jahren. Die Bevölkerung verteilte sich auf 5,4 Prozent unter 14 Jahren, 22,9 Prozent von 15 bis 18 Jahren, 45,1 Prozent von 20 bis 24 Jahren, 13,7 Prozent von 25 bis 44 Jahren, 8,1 Prozent von 45 bis 64 Jahren und nur 4,9 Prozent von 65 Jahren oder älter. Auf 100 weibliche Personen kamen 88,2 männliche Personen und auf 100 Frauen im Alter von 18 Jahren oder darüber kamen 86,9 Männer.
Das jährliche Durchschnittseinkommen eines Haushalts (Median) betrug 17.122 US-$, das Durchschnittseinkommen einer Familie 53.391 $. Männer hatten ein Durchschnittseinkommen von 35.849 $, Frauen 28.866 $. Das Pro-Kopf-Einkommen betrug 11.061 $. Unter der Armutsgrenze lebten 14,8 Prozent der Familien und 51,9 Prozent der in Haushalten lebenden Einwohner.

## Söhne und Töchter der Stadt
- John William Brown (1913–1993), 58. Gouverneur von Ohio
- Megan Griffiths (* 1975), Filmemacherin, Kamerafrau, Regisseurin und Drehbuchautorin
- Kevin Hartman (* 1974), ehemaliger US-amerikanischer Fußballspieler
- Maya Ying Lin (* 1959), Künstlerin und Architektin chinesischer Abstammung, Designerin des Vietnam Veterans Memorial in Washington D. C.
- Charles F. Scott (1864–1944), Elektrotechniker
- Sxip Shirey, Komponist und Musiker
- Arthur Dyer Tripp (* 1944), Schlagzeuger und Chiropraktiker
- David Wilhelm (* 1956), Vorsitzender des Democratic National Committee von 1993 bis 1994